# Bedarius
Bedarius (en francès Bédarieux) és un poble occità del Llenguadoc situat a la part septentrional del departament de l'Erau a la regió Occitània. Compta 5.962 habitants que es diuen en occità "bedarissencs" (en francès Bédariciens) i tenen com a malnom "los manjatripas", "los manjabarbèus" o "los dejunaires".

## Història
Molts documents que tractaven de la història de Bedarius van desaparèixer arran de diversos incendis (1562 i 1622) que cremaren els arxius de la vila.
Se sap, tanmateix, que un dels primers documents que esmenta Bedarius és un acord que es va concloure l'any 1164 entre Ramon I Trencavell, el vescomte de Besiers i la vescomtessa de Narbona, Ermengarda. Aquesta localitat no patí cap atac per part de l'exèrcit croat el 1213 per mor que l'abat de Vilamagna acompanyava les tropes franceses amb gent de la seva senyoria quan aquestes es dirigien cap a Saverdun. A mitjans del segle xiv la regió va ser víctima de les incursions de soldats del Príncep negre que feia la guerra al rei de França i atacava les seves possessions. Una de les fortificacions que queda d'aquest període es diu encara avui: "Lo Castèl de l'anglés".

## Ciutats agermanades
- Leutkirch im Allgäu, Alemanya (1982)
- Médenine, Tunísia (1999)
- Ouarzazate, Marroc (2008)

## Personalitats il·lustres
Fou en aquest poble on nasqué el lingüista occitanista Loís Combas, més conegut com a Joan de Cantalausa.

## Demografia

Població 1962-2008